# دشت بزرگ شمالی (مجارستان)
دشت بزرگِ شمالی یا نورترن گریت پلین (انگلیسی: Northern Great Plain) یک منطقه آماری مجارستان به مرکزیت شهر دبرتسن است و ۱۷٬۷۴۹ کیلومترمربع مساحت و ۱٬۵۱۴٬۰۲۰ نفر جمعیت دارد.